# Сарафов, Никола

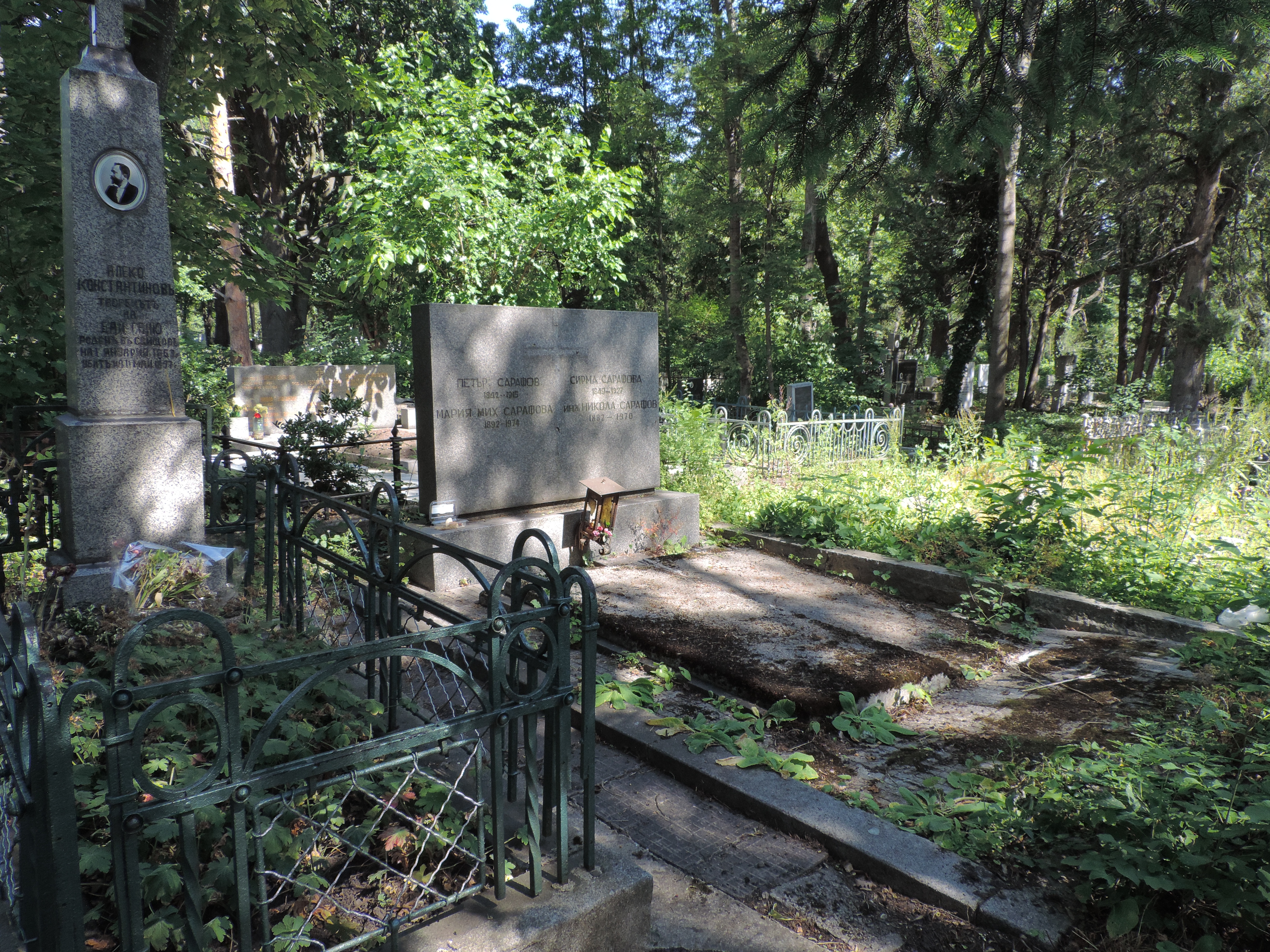
Семейная гробница Сарафовых на Центральном софийском кладбище

Никола Петров Сарафов (болг. Никола Петров Сарафов) — болгарский инженер и общественный деятель македонского происхождения.

## Биография
Родился в селе Либяхово (ныне Илинден, Северная Македония), в то время в составе Османской империи. Принадлежал к известной семье Сарафовых:
- Отец — Пётр Сарафов, болгарский просветитель
- Братья:
  - Петко Сарафов — инженер
  - Борис Сарафов — революционер
  - Крёстю Сарафов — известный актёр
- Сестра — Злата Сарафова, врач и общественный деятель

В 1900 году окончил Санкт-Петербургский университет по специальности «строительное инженерство».

### Профессиональная деятельность
Работал инженером в Софии. В 1937 году после объединения профессиональных организаций был избран председателем Временного управляющего совета Союза болгарских инженеров и архитекторов.

### Военная служба
Участвовал в Первой мировой войне в составе:
- 1-го пехотного Софийского полка (командир взвода)
- 81-го пехотного полка (командир роты)

Был награждён тремя орденами «За храбрость» IV степени.